# World 1-1
World 1-1 (Nederlands: Wereld 1-1) is het eerste level uit het computerspel Super Mario Bros. voor de Nintendo Entertainment System (NES) uit 1985. De fictieve wereld is ontworpen door Shigeru Miyamoto.

## Beschrijving
World 1-1 is een level dat bestaat uit steen, blokken, groene buizen en trappen. Het werd bedacht om nieuwe spelers de basisprincipes van het spel te leren, zoals het ontwijken van vijanden, springen tegen blokken, en het ontwijken van valkuilen. Enkele vijanden die protagonist Mario tegenkomt in het level zijn Koopa Troopa en Goomba.
Het is het eerste side-scrolling-level met Mario, en een van de eerste spellen die door Shigeru Miyamoto werd ontworpen. Miyamoto zei in een interview dat hij het level bedacht om de speler geleidelijk alle spelprincipes aan te leren.
World 1-1 wordt gezien als een klassieker, en is een van de meest herkenbare en iconische levels in computerspellen. Ook verscheen het vaak als imitatie of parodie.